# Myxas glutinosa
Myxas glutinosa је пуж из реда Hygrophila и фамилије Lymnaeidae.

## Угроженост
Подаци о распрострањености ове врсте су недовољни.

## Распрострањење
Врста има станиште у Аустрији, Белгији, Белорусији, Естонији, Казахстану, Летонији, Литванији, Молдавији, Немачкој, Норвешкој, Пољској, Русији, Уједињеном Краљевству, Украјини, Финској, Холандији, Чешкој и Шведској.

## Станиште
Станиште врсте су слатководна подручја.